# D.A.V. Kronos
De Drienerlose Atletiek Vereniging Kronos is een studentenvereniging voor atletiek, opgericht op 17 september 1964.

## Karakteristieken
D.A.V. Kronos is de oudste studentenatletiekvereniging van Nederland en telt meer dan 100 leden, die zich onderverdelen in recreanten, wedstrijdleden en donateurs. Tegenwoordig komt het herenteam en het damesteam uit in de 3e divisie. Op individueel niveau zijn er enkele NK-atletiekdeelnemers lid van de vereniging. In de seizoenen 2000 en 2001 kwam het 1e herenteam uit in de 1e divisie van de landelijke atletiekcompetitie. Het verenigingsorgaan van Kronos is de Kronometer.

## Symboliek
De mascotte van D.A.V. Kronos is Kegel, een grote egel met een Kronos trui, sportbroek en eigen OV Chipkaart. De naam is een samentrekking van 'Kronos Egel'.

## Locatie
Sinds 2015 heeft Kronos een eigen atletiekbaan, de UTrack, een samentrekking van Universiteit Twente-track. Er is een 3-laans tartanbaan, met daaromheen een 3laans asfaltbaan waarbij er ook een mogelijkheid is om over de heuvel te gaan. Bovendien is er hiernaast nog een 2-baan sprintbaan. Verder is er de mogelijkheid tot verspringen, hinkstapspringen, hoogspringen, speerwerpen, en discuswerpen.
Ook wordt er getraind in het krachthonk van de Universiteit Twente, en worden in de omliggende bossen duur- en crosstrainingen gedaan. Er wordt ook enkele keren getraind in het Fanny Blankers-Koen Stadion te Hengelo.

## Wedstrijden
Sinds 2010 organiseert Kronos elk jaar een wegwedstrijd genaamd de Kronos Campusloop, een wegwedstrijd op de campus van de Universiteit Twente. Daarnaast wordt er één baanwedstrijd georganiseerd in het Fanny Blankers-Koen Stadion, Deze wedstrijd heet de Johan Knaap Games, vernoemd naar erelid Johan Knaap.
Daarnaast organiseert Kronos ook jaarlijks de clubkampioenschappen en de FLAAT, die gehouden worden op de UTrack. Bij de clubkampioenschappen, ook wel Kronolympics genoemd, wordt de beste meerkamper en meerkampster van Kronos gekroond. Tijdens de FLAAT wordt op een gezellige manier de atletieksport bedreven door buitenstaanders.
Naast de landelijke atletiekcompetitie nemen de leden van Kronos jaarlijks deel aan NSK's, de Batavierenrace, het KNAU baancircuit en verscheidene regionale wedstrijden in Nederland, Duitsland, België en Engeland.

## Bekende (oud-)leden
- Ruud Smit - Nederlands kampioen hoogspringen